# Défense du Parc d'artillerie de Montéléon
La Défense du parc de artillerie de Montéléon pendant le soulèvement du 2 mai à Madrid est une huile sur toile de grandes dimensions de Joaquín Sorolla y Bastida (400 x 580 cm). Le tableau est daté de 1884 et est actuellement conservé à la Bibliothèque Musée Víctor Balaguer de Villanueva i Geltrú à Barcelone.

## Histoire
L’œuvre est signée et datée dans l'angle inférieur gauche : « Sorolla, Valence, 1884 ». Le maître valencien l'a peinte expressément pour la présenter à l'Exposition Nationale de 1884.
Déçu par des divers échecs de ses œuvres lors d'une autre exposition, Sorolla avait décidé à cette occasion de peindre un tableau monumental (4m x 5,80m au lieu des 4m x 3m habituels), et restreint strictement à la thématique historico-dramatique à la mode à cette époque. L’œuvre fut très bien accueillie. Des critiques la commentèrent dans des termes tels que : « La sublime fureur d'un peuple libre contre l'envahisseur qui essaie de le réduire en esclavage » ou « ...se dégage du courage et de la valeur », bien qu'elle suscitât également des critiques soulignant la théâtralisation excessive du geste et de la pose de Velarde.

L’œuvre reçut la deuxième prix de l'Exposition, ce qui aida énormément Sorolla, puisque ce fut grâce à cette distinction qu'il commença à acquérir prestige et reconnaissance, d'après ses propres mots : 

« Ici, pour se faire connaître et gagner des médailles, il faut faire des morts. »

## Description et caractéristiques
Le tableau représente la défense du Parc d'artillerie de Montéléon pendant le soulèvement du 2 mai 1808 à Madrid. La défense était commandée par les officiers Luis Daoíz et Pedro Velarde qui sont les personnages dominants au centre de la composition.
Sur un sol jonché de cadavres, appuyé sur la roue d'un canon et mortellement blessé par tir, se trouve Velarde, alors que Daoíz, debout et sabre en main, essaie organiser la résistance. À leurs dos, enveloppés en la brume et la fumée de la bataille, hommes et femmes de toutes classes et conditions sortent par la porte du parc de Montéléon pour faire face aux Français. Au total, ils sont plus de 30 personnages qui composent la scène traitée avec un grand réalisme et un dramatisme profond.
Sorolla emploie un coup de pinceau rapide et empâté pour refléter avec maîtrise l'environnement obscur et ténébreux d'une bataille, bien qu'elle se déroule à l'air libre et en pleine lumière du jour. Dans cette œuvre de jeunesse, on perçoit l'originalité du maître valencien.